# Quercus libani
Quercus libani là một loài thực vật có hoa trong họ Cử. Loài này được G.Olivier miêu tả khoa học đầu tiên năm 1801.

## Hình ảnh

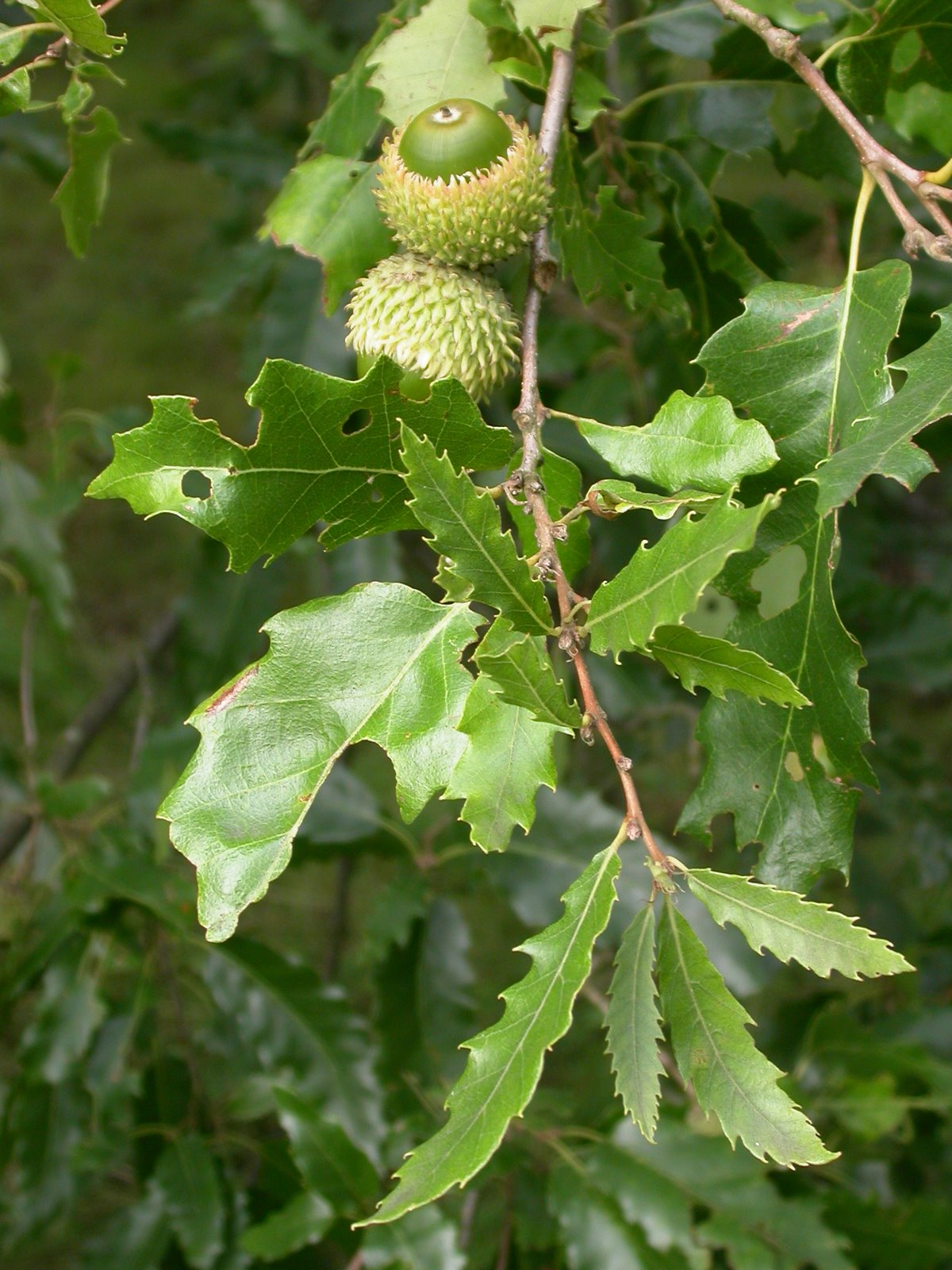
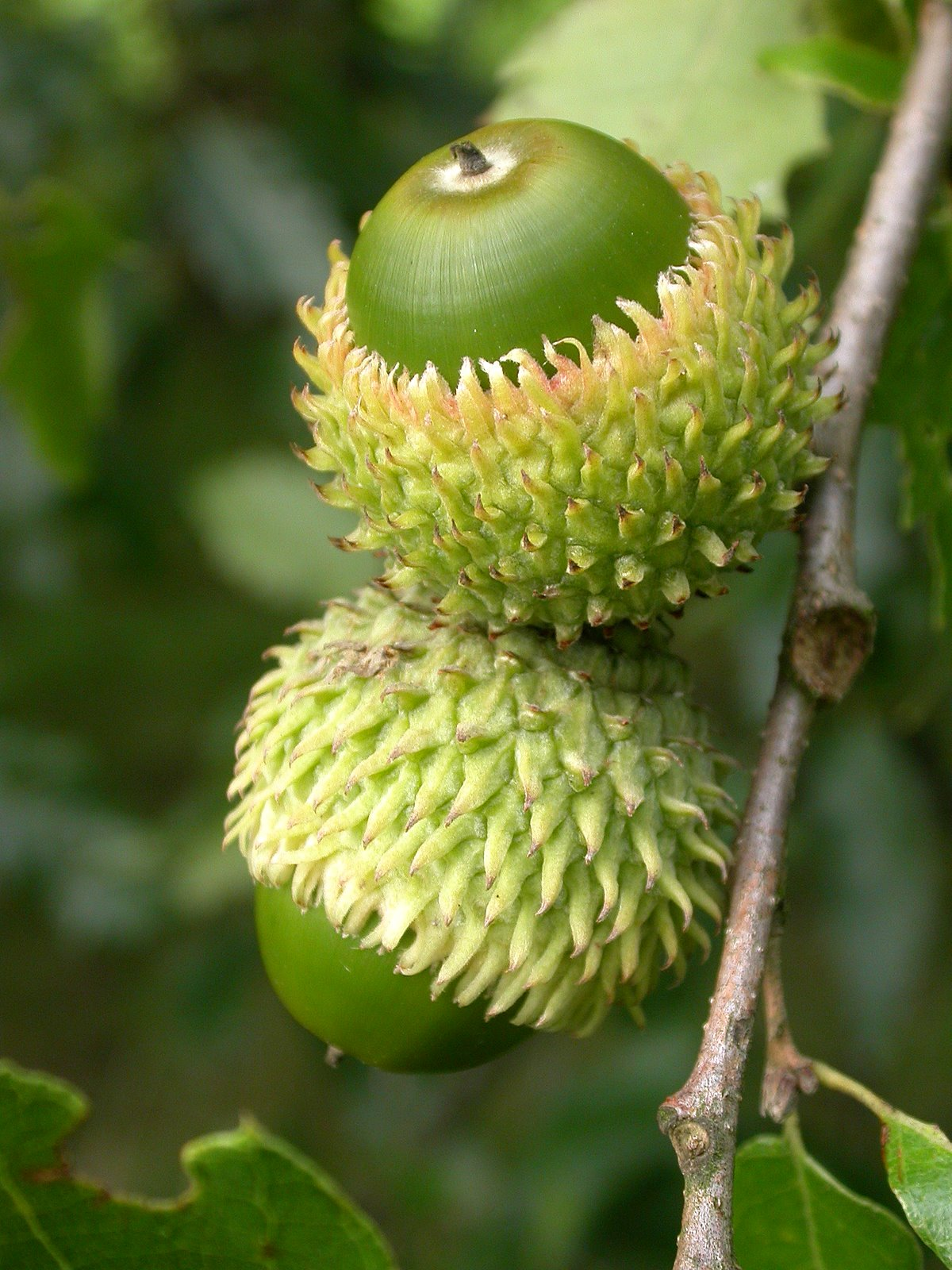
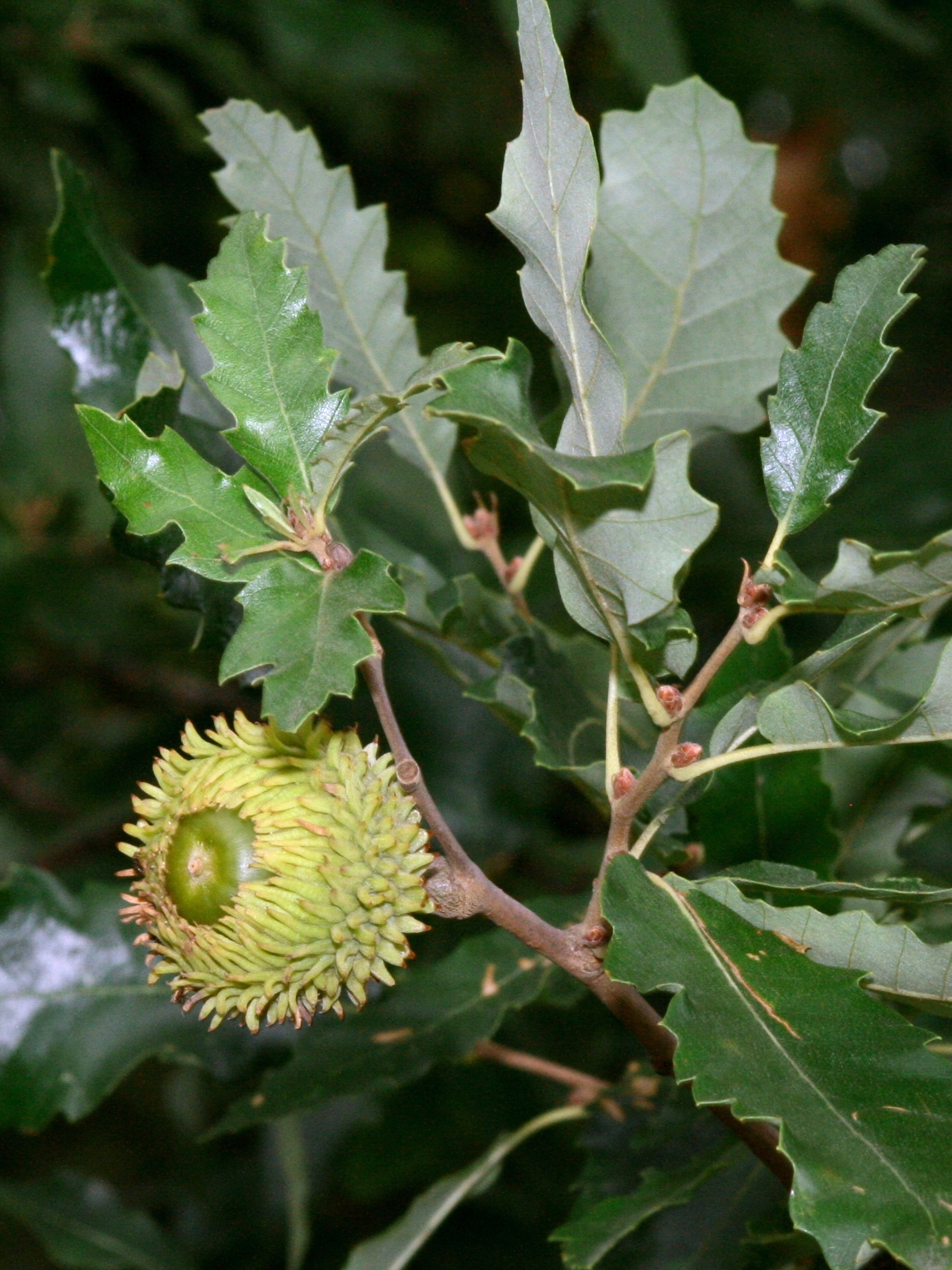
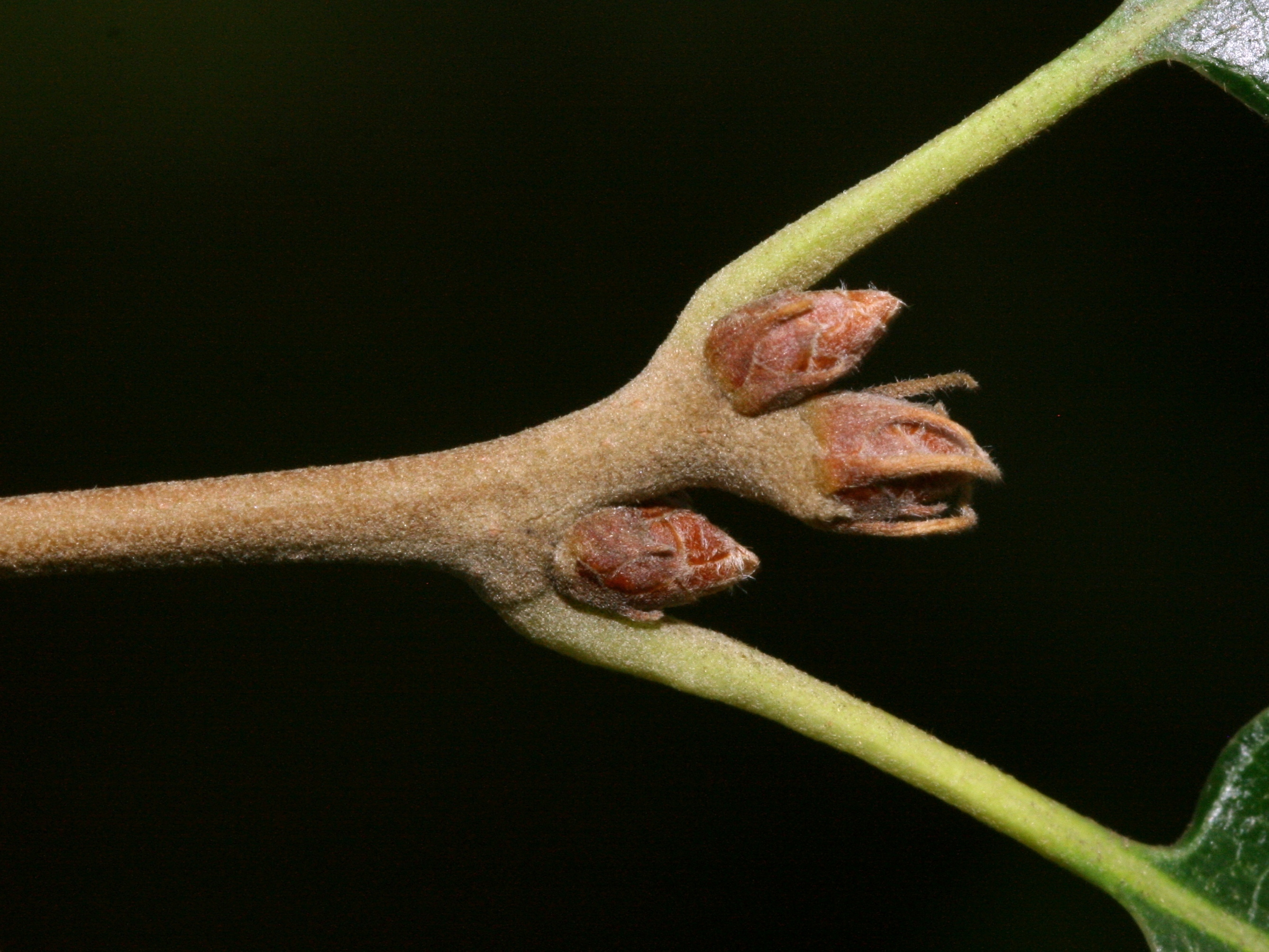